# San Martín por no Vencido
San Martín por no Vencido är en ort i Mexiko.   Den ligger i kommunen Huixtán och delstaten Chiapas, i den sydöstra delen av landet, 800 km öster om huvudstaden Mexico City. San Martín por no Vencido ligger 1 850 meter över havet och antalet invånare är 128.
Terrängen runt San Martín por no Vencido är huvudsakligen kuperad. San Martín por no Vencido ligger nere i en dal. Runt San Martín por no Vencido är det glesbefolkat, med 16 invånare per kvadratkilometer. Närmaste större samhälle är Chanal, 7,9 km öster om San Martín por no Vencido. I omgivningarna runt San Martín por no Vencido växer huvudsakligen savannskog.